# Електрон (конструкційний сплав)
Електро́н (нім. Elektron® або нім. Elektronmetall) — зареєстрована торгова марка широкого спектра магнієвих сплавів, створених на початку XX ст., які і далі продовжують вироблятись британською компанією «Magnesium Elektron Limited».
Існує близько сотні різних магнієвих сплавів, що входять до групи під назвою «Elektron», які містять у кількості 0…9,5% деякі з легувальних елементів у різних пропорціях з наступного переліку: алюміній (< 9,5%), ітрій (5,25%), неодим (2,7%), срібло (2,5%), гадоліній (1,3%), цинк (0,9%), цирконій (0,6%), манган (0,5%) та інші рідкісноземельні елементи.
Різні кількості легувальних елементів (аж до 9,5%), що додаються до магнію змінюють його механічні властивості, а саме: збільшують границю міцності, опір повзучості, теплостійкість та корозійну стійкість. Сплав «Електрон» має надзвичайно малу густину і відносну питому вагу близько 1,8, тоді як в алюмінієвих сплавів вона становить 2,8. Відносно низька густина робить ці сплави придатними до використання як конструкційні матеріали в автоспорті та аерокосмічній техніці. До сплавів типу «електрон» відносяться сплави на основі систем Mg-Al-Zn та Mg-Mn.
Сплави характеризуються високою міцністю. Іноді назва «електрон» використовується як узагальнена назва усіх магнієвих сплавів. Сплав займається за температури 600°С і горить сліпучо білим або злегка блакитним полум'ям, з розігріванням до 2800°С.

## Історична довідка
Сплав «електрон» було вперше створено у 1908 році працівниками «Chemische Fabrik Griesheim-Elektron» (скор. CFGE або CFG з штаб-квартирою у Грісхаймі, Франкфурт-на-Майні, Німеччина) Густавом Пістором (нім. Gustav Pistor) та Вільгельмом Мошелем (нім. Wilhelm Moschel).
Склад початкової версії сплаву містив приблизно Mg 90%, Al 9%, інших елементів до 1%. У своєму павільйоні на Міжнародному авіатранспортному ярмарку (нім. Internationale Luftschiffahrt-Ausstellung, ILA) у Франкфурт-на-Майні в 1909 році, фірмою CFG демонструвався двигун марки «Adler» (75 к.с.), картер якого було вилито з цього магнієвого сплаву. Також на Франкфуртській повітряній виставці (Frankfurt Air Exhibition) у 1909 брав участь Август Ейлер (1868–1957) — власник ліцензії за № 1 німецького пілота — який виготовив у Грісхаймі за ліцензією біплан «Вуазен» з двигуном «Adler» (50 к.с.) на якому здійснив перший політ у жовтні 1909
У 1916 компанія CFG увійшла у новостворений концерн «IG Farben»» як асоційований член. Британська компанія F. A. Hughes and Co почала виробляти сплав за ліцензією «IG Farben» приблизно з 1923 року.
Після повного злиття CFG з концерном «IG Farben» у 1925 році було засновано у Штутгарті іншу компанію під назвою «Elektronmetall». У 1935 «IG Farben», ICI і F. A.Hughes and Co (22% акцій) заснували фірму Magnesium Elektron Ltd у Кліфтоні (Велика Британія) яка продовжувала виробництво сплавів типу «електрон».

## Використання
Сплав «Електрон» знайшов застосування у аеронавтиці, літакобудуванні та спортивному автомобілебудуванні. У 1924 році магнієві сплави (типу AZ 2,5-3,0% Al;3,0-4,0% Zn) було використано для виготовлення поршнів автомобільних двигунів методом лиття під тиском компанією «Elektronmetall Bad Cannstatt».
Фірма «Siemens-Halske» використала сплав для виготовлення корпусних елементів військових засобів зв'язку (телетайп Hellschreiber).
Сплав знайшов застосування у запалювальних бомбах під кінець Першої світової війни які виготовлялись як у Німеччині (B-1E Elektronbrandbombe — електронна запалювальна бомба або Stabbrandbombe — запалювальна бомба) так і Великій Британії. Жодна із сторін цих бомб не застосувала під час війни, хоча Еріх Людендорф у своїх мемуарах згадує про план бомбардування Парижа новим типом запалювальних бомб. Про планування цієї акції також повідомлялось у газеті «Ле Фігаро» від 21 грудня 1918. Мала вага сплаву сприяла тому що великий літак типу «Zeppelin-Staaken Riesenflugzeuge» міг нести на борту сотні таких бомб.
Німецькі запалювальні бомби мали масу близько 1 кг і складались із зовнішнього корпусу, виготовленого із сплаву «електрон», який був заповнений гранулами термітної суміші і обладнаного запальним пристроєм. Запальний пристрій запалював термітну суміш, яка, у свою чергу, запалювала корпус з магнію; він горів протягом п'ятнадцяти хвилин. Намагання загасити вогонь водою тільки посилювало хімічну реакцію. Це унеможливлювало гасіння і горіння досягало такої температури, що могло проплавляти броню.